# Okręg wyborczy nr 50 do Senatu Rzeczypospolitej Polskiej
Okręg wyborczy nr 50 do Senatu Rzeczypospolitej Polskiej obejmuje obszar powiatów lipskiego, radomskiego, szydłowieckiego i zwoleńskiego oraz miasta na prawach powiatu Radomia (województwo mazowieckie). Wybierany jest w nim 1 senator na zasadzie większości względnej.
Utworzony został w 2011 na podstawie Kodeksu wyborczego. Po raz pierwszy zorganizowano w nim wybory 9 października 2011. Wcześniej obszar okręgu nr 50 należał do okręgu nr 16.
Siedzibą okręgowej komisji wyborczej jest Radom.

## Reprezentanci okręgu
| Rok  | Rok                  | Senator              | Komitet wyborczy       |
| ---- | -------------------- | -------------------- | ---------------------- |
|      | 2011                 | Wojciech Skurkiewicz | Prawo i Sprawiedliwość |
| 2015 | Adam Bielan          |                      | Prawo i Sprawiedliwość |
| 2019 | Wojciech Skurkiewicz |                      | Prawo i Sprawiedliwość |
| 2023 | Wojciech Skurkiewicz |                      | Prawo i Sprawiedliwość |

## Wyniki wyborów
Symbolem „●” oznaczono senatora ubiegającego się o reelekcję.

### Wybory parlamentarne 2011
| Kandydat                                                                                      | Kandydat               | Komitet wyborczy                    | Głosów | Głosów | Głosów |
| Kandydat                                                                                      | Kandydat               | Komitet wyborczy                    | Liczba | %      | +/–    |
| --------------------------------------------------------------------------------------------- | ---------------------- | ----------------------------------- | ------ | ------ | ------ |
|                                                                                               | Wojciech Skurkiewicz ● | Prawo i Sprawiedliwość              | 63 232 | 35,65  | –      |
|                                                                                               | Andrzej Łuczycki       | Platforma Obywatelska RP            | 47 582 | 26,82  | –      |
|                                                                                               | Stanisław Brzózka      | Polskie Stronnictwo Ludowe          | 22 234 | 12,53  | –      |
|                                                                                               | Leszek Rejmer          | Sojusz Lewicy Demokratycznej        | 17 836 | 10,05  | –      |
|                                                                                               | Lucyna Wiśniewska      | Prawica                             | 15 781 | 8,90   | –      |
|                                                                                               | Jarosław Kowalik       | Nowa Prawica – Janusza Korwin-Mikke | 10 724 | 6,05   | –      |
| Frekwencja: 47,31% Liczba głosów ważnych: 177 389 (97,31%) Źródło: Państwowa Komisja Wyborcza |                        |                                     |        |        |        |

● Wojciech Skurkiewicz reprezentował w Senacie VII kadencji (2007–2011) okręg nr 16.

### Wybory parlamentarne 2015
| Kandydat                                                                                      | Kandydat          | Komitet wyborczy          | Głosów | Głosów | Głosów |
| Kandydat                                                                                      | Kandydat          | Komitet wyborczy          | Liczba | %      | +/–    |
| --------------------------------------------------------------------------------------------- | ----------------- | ------------------------- | ------ | ------ | ------ |
|                                                                                               | Adam Bielan       | Prawo i Sprawiedliwość    | 77 912 | 43,52  | +7,87  |
|                                                                                               | Wojciech Gęsiak   | Platforma Obywatelska RP  | 44 533 | 24,87  | –1,95  |
|                                                                                               | Dariusz Grabowski | KWW Kukiz’15              | 25 099 | 14,02  | –      |
|                                                                                               | Marzena Wróbel    | KWW Marzeny Doroty Wróbel | 16 832 | 9,40   | –      |
|                                                                                               | Krzysztof Sońta   | KWW Krzysztofa Sońty      | 10 425 | 5,82   | –      |
|                                                                                               | Waldemar Rajca    | Kongres Nowej Prawicy     | 4243   | 2,37   | –3,68  |
| Frekwencja: 49,85% Liczba głosów ważnych: 179 044 (94,26%) Źródło: Państwowa Komisja Wyborcza |                   |                           |        |        |        |

### Wybory parlamentarne 2019
| Kandydat                                                                                      | Kandydat             | Komitet wyborczy                           | Głosów  | Głosów | Głosów |
| Kandydat                                                                                      | Kandydat             | Komitet wyborczy                           | Liczba  | %      | +/–    |
| --------------------------------------------------------------------------------------------- | -------------------- | ------------------------------------------ | ------- | ------ | ------ |
|                                                                                               | Wojciech Skurkiewicz | Prawo i Sprawiedliwość                     | 126 296 | 57,45  | +13,93 |
|                                                                                               | Marta Michalska-Wilk | KKW Koalicja Obywatelska PO .N iPL Zieloni | 69 353  | 31,55  | +6,68  |
|                                                                                               | Elżbieta Komosa      | Konfederacja Wolność i Niepodległość       | 24 195  | 11,01  | –      |
| Frekwencja: 60,73% Liczba głosów ważnych: 219 844 (98,26%) Źródło: Państwowa Komisja Wyborcza |                      |                                            |         |        |        |

### Wybory parlamentarne 2023
| Kandydat                                                                                      | Kandydat               | Komitet wyborczy                                                           | Głosów  | Głosów | Głosów |
| Kandydat                                                                                      | Kandydat               | Komitet wyborczy                                                           | Liczba  | %      | +/–    |
| --------------------------------------------------------------------------------------------- | ---------------------- | -------------------------------------------------------------------------- | ------- | ------ | ------ |
|                                                                                               | Wojciech Skurkiewicz ● | Prawo i Sprawiedliwość                                                     | 121 080 | 47,96  | –9,97  |
|                                                                                               | Cezary Brymora         | KKW Trzecia Droga Polska 2050 Szymona Hołowni – Polskie Stronnictwo Ludowe | 89 569  | 35,48  | –      |
|                                                                                               | Jarosław Dąbrowski     | Konfederacja Wolność i Niepodległość                                       | 22 429  | 8,88   | –2,13  |
|                                                                                               | Jacek Nowak            | Bezpartyjni Samorządowcy                                                   | 13 061  | 5,17   | –      |
|                                                                                               | Beata Mnich            | Komitet Wyborczy Wyborców Beata Mnich                                      | 6337    | 2,51   | –      |
| Frekwencja: 73,56% Liczba głosów ważnych: 252 476 (98,15%) Źródło: Państwowa Komisja Wyborcza |                        |                                                                            |         |        |        |